# Cory in the House
Cory in the House is een Amerikaanse komedieserie bedacht door Marc Warren en Dennis Rinsler en uitgezonden door Disney Channel. De show is afgeleid van de televisieserie That's So Raven. De serie is in Nederland in ondertitelde vorm te zien op Disney Channel en in nagesynchroniseerde vorm op Disney XD.

## Verhaal
Victor Baxter krijgt een baan als de persoonlijke chef van de president van de Verenigde Staten en hij verhuist, samen met zijn zoon Cory, naar het Witte Huis in Washington. Hier moet Cory zich aan zien te passen aan een compleet nieuwe stijl.

## Rolverdeling

### Vaste rollen
| Acteur/actrice   | Personage             |           |
| ---------------- | --------------------- | --------- |
| Kyle Massey      | Cory Baxter           | 2007-2008 |
| Jason Dolley     | Newton Livingston III | 2007-2008 |
| Maiara Walsh     | Meena Paroom          | 2007-2008 |
| Rondell Sheridan | Victor Baxter         | 2007-2008 |
| John D'Aquino    | Richard Martinez      | 2007-2008 |
| Madison Pettis   | Sophie Martinez       | 2007-2008 |

### Terugkerende rollen
| Acteur/actrice | Personage        |           |
| -------------- | ---------------- | --------- |
| Jake Thomas    | Jason Stickler   | 2007-2008 |
| Lisa Arch      | Samantha Samuels | 2007-2008 |